# کلودیو ویتا فینزی
کلودیو ویتا فینزی (انگلیسی: Claudio Vita-Finzi؛ زادهٔ ۲۱ نوامبر ۱۹۳۶) دانشمند در زمینه زمین‌شناسی اهل استرالیا  و از برندگان جایزه آکادمی ملی علوم است.